# Marvell Technology Group
Marvell Technology Group Ltd. – przedsiębiorstwo z branży półprzewodnikowej, założone w 1995 roku w Santa Clara w Kalifornii.
Firma zatrudnia ok. 6 tys. ludzi. Jej siedziba mieści się w Hamilton na Bermudach.